# Associazione Sportiva Martina 1987-1988
Questa pagina raccoglie le informazioni riguardanti l 'Associazione Sportiva Martina nelle competizioni ufficiali della stagione 1987-1988.

## Rosa
| N. |                   | Ruolo | Calciatore          |
| -- | ----------------- | ----- | ------------------- |
|    | Italia (bandiera) | C     | Renato Acanfora     |
|    | Italia (bandiera) | A     | Antonio Arena       |
|    | Italia (bandiera) | D     | Fernando Argentieri |
|    | Italia (bandiera) | C     | Angelo Basile       |
|    | Italia (bandiera) | C     | Davide Castagna     |
|    | Italia (bandiera) | A     | Vincenzo Colaprete  |
|    | Italia (bandiera) | C     | Tito Di Antonio     |
|    | Italia (bandiera) | D     | Mario Guadalupi     |
|    | Italia (bandiera) | C     | Paolo Michelini     |
|    | Italia (bandiera) | A     | Antonio Montanaro   |

| N. |                   | Ruolo | Calciatore           |  |
| -- | ----------------- | ----- | -------------------- |  |
|    | Italia (bandiera) | C     | Mimmo Palese         |  |
|    | Italia (bandiera) | D     | Armando Pellegrini   |  |
|    | Italia (bandiera) | P     | Nicola Petrullo      |  |
|    | Italia (bandiera) | P     | Mirko Piraccini      |  |
|    | Italia (bandiera) | C     | Carlo Prete          |  |
|    | Italia (bandiera) | C     | Giuseppe Rizzo       |  |
|    | Italia (bandiera) | A     | Giorgio Tomba        |  |
|    | Italia (bandiera) | D     | Antonio Tripepi      |  |
|    | Italia (bandiera) | C     | Francesco Villirillo |  |
|    | Italia (bandiera) | A     | Massimo Vitali       |  |

## Risultati

### Campionato

#### Girone di andata
| 20 settembre 1987 1ª giornata | Ravenna | 0 – 2 | Martina |  |

| 27 settembre 1987 2ª giornata | Martina | 1 – 1 | Lanciano |  |

| 4 ottobre 1987 3ª giornata | Pro Italia Galatina | 0 – 1 | Martina |  |

| 11 ottobre 1987 4ª giornata | Martina | 0 – 0 | Fidelis Andria |  |

| 18 ottobre 1987 5ª giornata | Martina | 1 – 0 | Casarano |  |

| 25 ottobre 1987 6ª giornata | Gubbio | 3 – 0 | Martina |  |

| 1º novembre 1987 7ª giornata | Martina | 3 – 2 | Jesi |  |

| 8 novembre 1987 8ª giornata | Bisceglie | 0 – 3 | Martina |  |

| 15 novembre 1987 9ª giornata | Martina | 2 – 0 | Civitanovese |  |

| 22 novembre 1987 10ª giornata | Riccione | 0 – 1 | Martina |  |

| 29 novembre 1987 11ª giornata | Martina | 1 – 2 | Angizia Luco |  |

| 6 dicembre 1987 12ª giornata | Perugia | 2 – 1 | Martina |  |

| 13 dicembre 1987 13ª giornata | Martina | 3 – 1 | Forlì |  |

| 20 dicembre 1987 14ª giornata | Giulianova | 1 – 1 | Martina |  |

| 3 gennaio 1988 15ª giornata | Martina | 0 – 2 | Chieti |  |

| 10 gennaio 1988 16ª giornata | Martina | 1 – 0 | Ternana |  |

| 17 gennaio 1987 17ª giornata | Celano | 0 – 0 | Martina |  |

#### Girone di ritorno
| 24 gennaio 1988 18ª giornata | Martina | 1 – 0 | Ravenna |  |

| 31 gennaio 1988 19ª giornata | Lanciano | 3 – 1 | Martina |  |

| 7 febbraio 1988 20ª giornata | Martina | 1 – 0 | Pro Italia Galatina |  |

| 21 febbraio 1988 21ª giornata | Fidelis Andria | 0 – 0 | Martina |  |

| 28 febbraio 1988 22ª giornata | Casarano | 2 – 0 | Martina |  |

| 6 marzo 1988 23ª giornata | Martina | 0 – 1 | Gubbio |  |

| 13 marzo 1988 24ª giornata | Jesi | 1 – 3 | Martina |  |

| 20 marzo 1988 25ª giornata | Martina | 1 – 0 | Bisceglie |  |

| 2 aprile 1988 26ª giornata | Civitanovese | 0 – 0 | Martina |  |

| 16 aprile 1988 27ª giornata | Martina | 1 – 2 | Riccione |  |

| 17 aprile 1988 28ª giornata | Luco | 1 – 0 | Martina |  |

| 24 aprile 1988 29ª giornata | Martina | 1 – 0 | Perugia |  |

| 8 maggio 1988 30ª giornata | Forlì | 2 – 0 | Martina |  |

| 15 maggio 1988 31ª giornata | Martina | 1 – 1 | Giulianova |  |

| 22 maggio 1988 32ª giornata | Chieti | 2 – 0 | Martina |  |

| 29 maggio 1988 33ª giornata | Ternana | 3 – 2 | Martina |  |

| 5 giugno 1988 34ª giornata | Martina | 1 – 0 | Celano |  |